# Neolophonotus ensiculus
Neolophonotus ensiculus är en tvåvingeart som beskrevs av Jason Gilbert Hayden Londt 1987. Neolophonotus ensiculus ingår i släktet Neolophonotus och familjen rovflugor. Inga underarter finns listade i Catalogue of Life.